# Kalinkowicze (stacja kolejowa)
Kalinkowicze (biał. Калінкавічы, ros. Калинковичи) – stacja kolejowa w miejscowości Kalinkowicze, w rejonie kalinkowickim, w obwodzie homelskim, na Białorusi. Węzeł linii Homel – Łuniniec – Żabinka oraz Żłobin – Korosteń.